# Michael McIntyre
Michael McIntyre (29 de junho de 1956) é um velejador britânico, campeão olímpico.

## Carreira
Michael McIntyre consagrou-se campeão olímpico ao vencer a série de regatas da classe Star nos Jogos Olímpicos de Verão de 1988 em Seul ao lado de Bryn Vaile. Em 2012, McIntyre fez um único retorno à vela para um evento na Weymouth and Portland National Sailing Academy no decorrer dos Jogos Olímpicos daquele ano.